# Seasons (Olly Murs)
Seasons è il terzo singolo del cantautore inglese Olly Murs, estratto dal suo quarto album in studio Never Been Better pubblicato il 27 marzo 2015. Il brano è stata co-scritto e co-prodotto da Ryan Tedder, frontman dei OneRepublic.

## Video musicale
Il video musicale di Season è stato caricato sull'account ufficiale di YouTube di Murs il 16 marzo 2015. Il video mostra Murs che cerca di riconquistare la sua ragazza dopo che lo ha sorpreso a letto con un'altra donna. All'inizio rifiuta le sue scuse, ma alla fine del video la ragazza e Murs tornano insieme.

## Spettacoli dal vivo
Ha cantato il brano ai quarti di finale dello show The Voice UK (quarta stagione), nel The Jonathan Ross Show e al Sunday Night at the Palladium.

## Classifica
| Classifica (2015) | Posizione |
| ----------------- | --------- |
| Irlanda           | 58        |
| Scozia            | 18        |
| Regno Unito       | 34        |